# Changan UNI-V
Changan UNI-V ― це фастбек, який виробляється китайським автовиробником Changan.

## Огляд

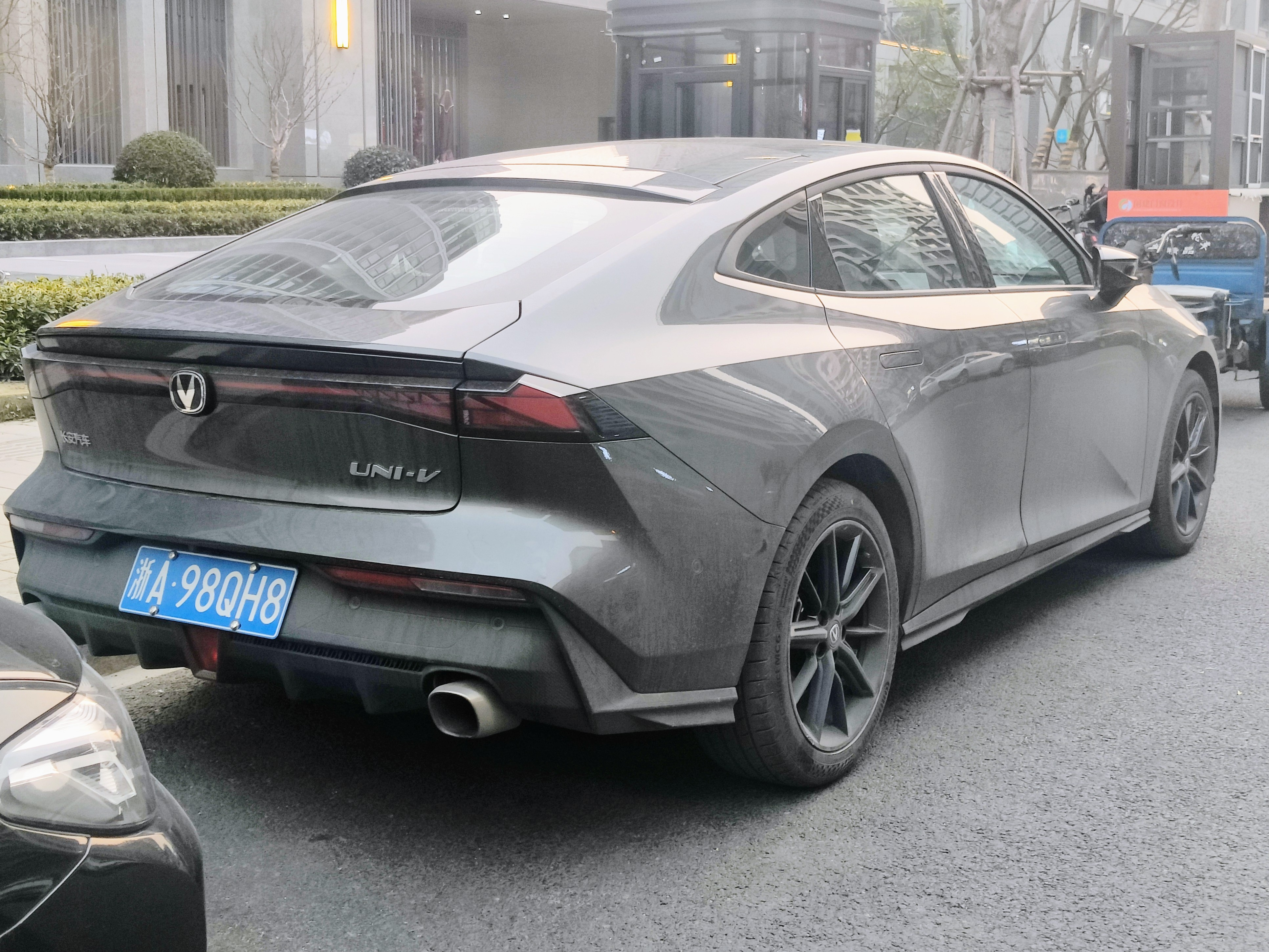

Changan UNI-V - третій продукт серії UNI, а також перший фастбек цієї серії. Вперше він був представлений публіці під час автосалону в Гуанчжоу у 2021 році. Changan UNI-V був розроблений на новій легкій архітектурі модульної платформи, яку також називають архітектурою Ark. Платформа є основою високожорсткого та легкого кузова UNI-V, повідомляє Changan Automobile. Архітектура Ark також пропонує шість подушок безпеки, а біле шасі кузова на 70% складається з високоміцної сталі.

## Силовий агрегат
Changan UNI-V оснащується 1,5-літровим турбодвигуном власної розробки Changan Automobile з максимальною потужністю 138 кВт (188 к.с.) і максимальною швидкістю 205 км/год.

## Інтер'єр
Дизайн інтер'єру UNI-V побудований за схемою 3+1 з чотирма екранами. Панель приладів розміщена над кермом, відображаючи інтерактивну інформацію, таку як швидкість і навігацію з панелі приладів, при русі очей на 10° при погляді на дорогу попереду.

## Changan UNI-V iDD

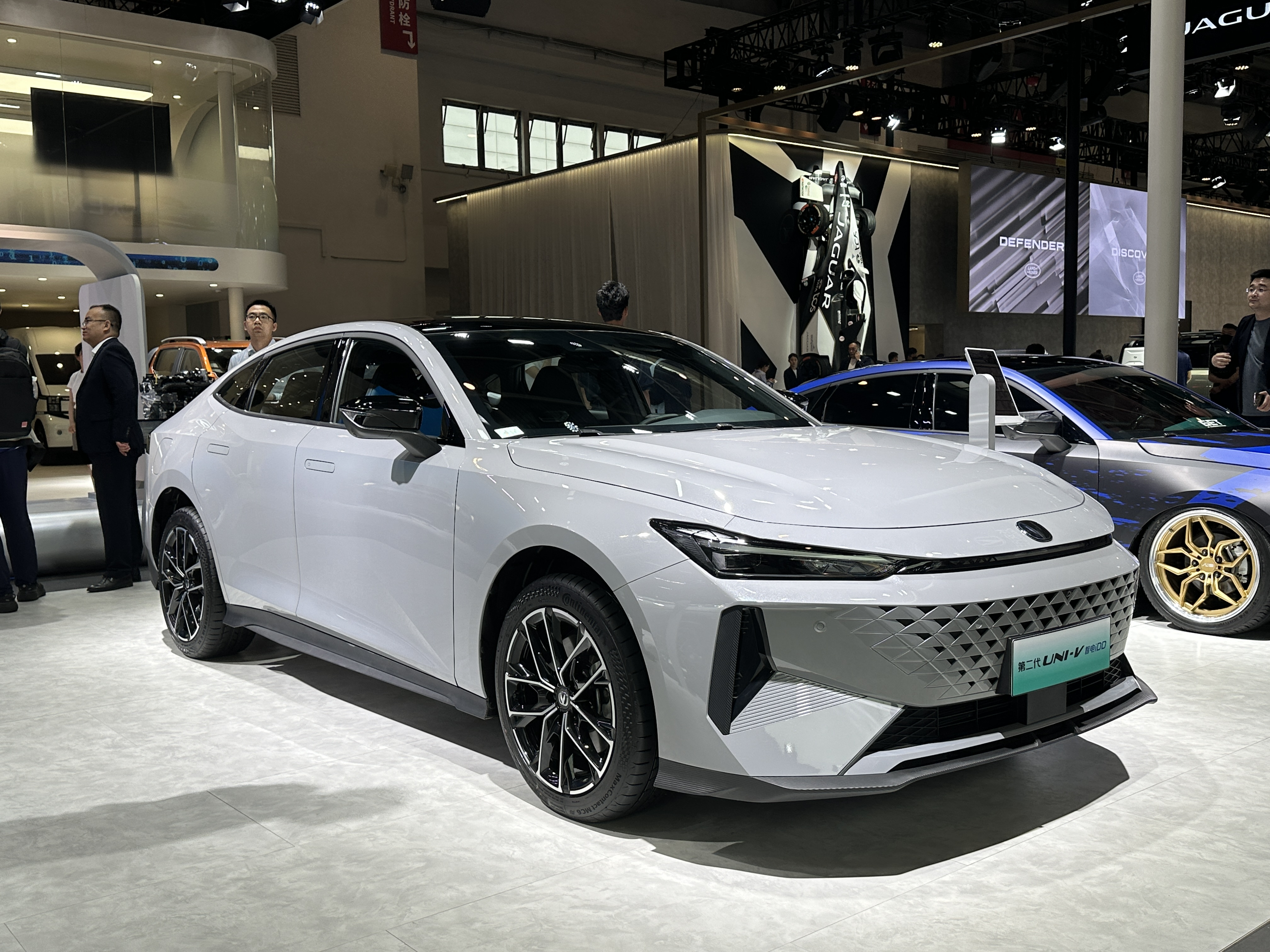
Changan UNI-V iDD

Changan UNI-V iDD, представлений у квітні 2024 року, - це гібридна версія седана Changan UNI-V з модернізованою силовою установкою та оновленими бамперами. Спочатку планувалося, що UNI-V iDD буде оновленою моделлю, що продається під брендом Nevo або Qiyuan, під назвою Nevo A06. Зображення Nevo A06 були опубліковані, але плани були змінені перед запуском, і натомість він став варіантом UNI-V. Гібридна силова установка UNI-V iDD складається з 1,5-літрового двигуна та електродвигуна, розташованого спереду, з'єднаного з коробкою передач E-CVT. Двигун об'ємом 1,5 літра має максимальну потужність 81 кВт і піковий крутний момент 143 Нм, тоді як передній електродвигун розвиває 158 кВт і 330 Нм. Максимальна швидкість UNI-V iDD становить 185 км/год, а час розгону від 0 до 100 км/год - 6,9 секунди. Батарея - літій-залізо-фосфатна ємністю 18,99 кВт-год або 18,4 кВт-год, що забезпечує чистий електричний запас ходу за стандартом CLTC 136 км, а комбінований запас ходу за стандартом CLTC - 1 160 км. Зарядка акумулятора з 30% до 80% займає 30 хвилин за допомогою швидкої зарядки постійним струмом.